# José Ángel Egido

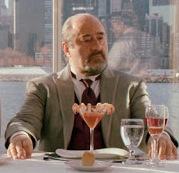

José Ángel Egido (Redondela, 30 novembre 1951) è un attore spagnolo.

## Filmografia parziale

### Cinema
- Occhei, occhei, regia di Claudia Florio (1983)
- Juke box, registi vari (1985)
- L'amore nuoce gravemente alla salute (El amor perjudica seriamente la salud), regia di Manuel Gómez Pereira (1996)
- Carreteras secundarias, regia di Emilio Martínez Lázaro (1997)
- Apri gli occhi (Abre los ojos), regia di Alejandro Amenábar (1997)
- I lunedì al sole (Los lunes al sol), regia di Fernando León de Aranoa (2002)
- Incautos, regia di Miguel Bardem (2004)
- Occhi di cristallo, regia di Eros Puglielli (2004)
- Intramontabile effervescenza (Elsa y Fred), regia di Marcos Carnevale (2005)
- N (Io e Napoleone), regia di Paolo Virzì (2006)
- Cobardes, regia di José Corbacho e Juan Cruz (2008)
- Los girasoles ciegos, regia di José Luis Cuerda (2008)
- El mal ajeno, regia di Oskar Santos (2010)
- Gente en sitios, regia di Juan Cavestany (2013)
- Traumland, regia di Petra Volpe (2013)
- Il club degli incompresi (El club de los incomprendidos), regia di Carlos Sedes (2014)
- Chiamatemi Francesco (Chiamatemi Francesco - Il Papa della gente), regia di Daniele Luchetti (2015)
- María (y los demás), regia di Nely Reguera (2016)
- Tutti lo sanno (Todos lo saben), regia di Asghar Farhadi (2018)
- Il silenzio della palude (El silencio del pantano), regia di Marc Vigil (2019)
- Esperando a Dalí, regia di David Pujol (2023)
- Romería, regia di Carla Simón (2025)

### Televisione
- Lorca, morte di un poeta (Lorca, muerte de un poeta) - serie TV, un episodio (1988)
- Médico de familia - serie TV, 82 episodi (1995-1999)
- Ciudad sur - serie TV, 40 episodi (2001)
- Paso adelante - serie TV, 6 episodi (2002-2004)
- Film per non dormire: Spettro (Películas para no dormir: Regreso a Moira) - film TV (2006)
- Cuenta atrás - serie TV, 29 episodi (2007-2008)
- Guante blanco - serie TV, 8 episodi (2008)
- Gran Reserva. El origen - serie TV, 82 episodi (2013)
- Il sospetto (Bajo sospecha) - serie TV, 8 episodi (2014-2015)
- Águila Roja - serie TV, 87 episodi (2010-2016)
- Matadero - serie TV, 9 episodi (2019)
- Todo por el juego - serie TV, 13 episodi (2018-2019)
- Baci nell'aria (Besos al aire) - serie TV, 2 episodi (2021)
- Regina rossa (Reina Roja) - serie TV, 7 episodi (2024)

## Premi
- Premio Goya
  - 2003: miglior attore rivelazione ("Mejor Actor Revelación", I lunedì al sole)